# DDR3 SDRAM
У рачунарству DDR3 SDRAM представља скраћеницу за дупло бржи пренос типа три синхроно динамичке меморије са директним приступом што је модерни тип динамичке меморије са директним приступом (DRAM) са високим приступним опсегом ("двоструком брзином преноса података") интерфејсу, а био је у употреби од 2007. То је бржи наследник DDR и DDR2 и претходник чипова DDR4 синхроно динамичке меморије са директним приступом (SDRAM). DDR3 SDRAM није ни био нити ће бити компатибилан са ранијим и каснијим верзијама било ког типа меморије са директним приступом (RAM) због различите сигналне волтаже, тајминга и других фактора.
DDR3 је DRAM интерфејс спецификација. Стварни DRAM низови који чувају податке су слични претходним врстама са сличним перформансама.
Примарна корист DDR3 SDRAM над својим непосредним претходником DDR2 SDRAM, јесте његова способност да преноси податке дупло брже (брзином од осам пута већом од низова интерне меморије), омогућавајући већи опсег или највећу брзину преноса података. Са два трансфера по циклусу четвороструког преноса сигнала сата , 64-битни широки DDR3 модул може достићи брзину преноса до 64 пута већу у односу на радни такт мегахерца (MHz) у мегабајтима у секунди (MB/s). Пошто се подаци преносе 64-бита у јединици времена по меморијском модулу, DDR3 SDRAM даје брзину преноса (меморијског радног такта) × 4 (за магистални тактни можилац) × 2 (за брзину преноса података) × 64 (број пренесених битова) / 8 (број битова/бајта). Тако меморијска фреквенција радног такта од 100 MHz, DDR3 SDRAM даје максималну брзину transfera од 6400 MB/s. Поред тога, DDR3 стандард дозољава DRAM чипове капацитета до 8 гигабајта.

## Преглед
У поређењу са DDR2 меморијом, DDR3 меморија користи 30% мање енергије. Ово смањење долази због разлике у напајању: 1,8 V или 2,5 V за DDR2 и 1,5 V за DDR3. 1,5 V напајање добро функционише на 90 нанометарском израдом технологије која се користи са оригиналним DDR3 чиповима. Неки произвођачи и даље предлажу коришћење транзистора са "двоструким колом" да би смањили губљење струје.
Према JEDEC-у, 1,575 волти се сматра апсолутним максимумом када се разматра меморијска стабилност, код сервера или код других критичних уређаја. Поред тога, JEDEC наводи да меморијски модули морају да издрже напон до 1,975 волти пре настанка трајног оштећења, и ако се не очекује да прецизно функционишу на том нивоу.
Још једна корист је његов приручни бафер, који је 8-рафала-дубок. Насупрот томе приручни бафер DDR2 је 4-рафала-дубок, а приручни бафер DDR-a je 2-рафала- дубок. Ова предност омогућава технологију брзине преноса код DDR3.
DDR3 модули могу преносити податке брзином од 800–2133 MT/s користећи и растући и падајући систем преноса података од 400–1066MHz I/O по такту. Понекад, продавац може погрешно продавати I/О брзину такта означавајући MT/s као MHz. MT/s је нормално дупло већи од MHz двоструким узроковањем, једним на успону сатног система преноса података и други на понирању. За поређење, DDR2 тренутни опсег преноса података износи 400–1066 MT/s користећи 200–533 MHz I/O такта, а DDR-ов опсег износи 200–400 MT/s на основу 100–200 MHz I/O такта. Висока перформанса графике је иницијални погон таквих захтева пропусног опсега, где је неопходан висок пропусни опсег преноса података између бафера слика.
DDR3 користи исти стандард електричних сигнала као и DDR и DDR2,Stub Series Terminated Logic, и ako су им различита мерења времена и напони. Посебно, DDR3 користи SSTL_15.
DDR3 прототипи су објављени почетком 2005. Производ у облику матичне плоче појавио се на тржишту у јуну 2007.. Заснован на Интеловом P35 "Bearlake" скупу чипова са DIMMs пропусним опсегом до DDR3-1600 (PC3-12800). Intel Core i7, је пуштен у новембру 2008, повезује се директно са меморијом пре него преко скупа чипова. Intel Core i7 подржава само DDR3. AMD-ов први прикључак AM3 Phenom II X4 процесори, пуштени су у фебруару 2009, били су њихови први који подржавају DDR3.
DDR3 DIMM имају 240 пина и струјно нису компатибилни са DDR2. Главни урез који је другачије лоциран код DDR2 и DDR 3 DIMMS-a онемогућава случајну замену истих. Не само да су различити у овоме, већ DDR2 има округли урез са стане a DDR3 модули имају квадратне урезе са стране. DDR3SO-DIMM imaju 204 pina.
GDDR3 меморија, понекад погрешно названа "DDR3" због сличног назива, је потпуно другачија технологија, пошто је направљена за употребу у графичким картицама и заснива се на DDR2 SDRAM.

### Кашњења
Док су типична кашњења за JEDEC DDR2 уређај 5-5-5-15, нека стандардна кашњења за JEDEC DDR3 уређаје укључују 7-7-7-20 за DDR3-1066 и 8-8-8-24 за DDR3-1333.
DDR3 кашњења су бројчано већа јер су I/O магистралног циклуса сата по којем су измерене краће; стварни временски интервал је сличан оном код DDR2 кашњења (око 10 нс). Постоји напредак јер DDR3 углавном користи новије производне процесе, што није директно изазвано процесом на DDR3.
Као и код ранијих меморијских генерација, бржа DDR3 меморија постаје доступна након пуштања иницијалних верзија. DDR3-2000 меморија са 9-9-9-28 кашњењем од (9ns) била је доступна случајно у исто време кад је Intel Core i7 пуштен. CAS кашњење од 9 нс 1000 MHz (DDR3-2000) је 9 нс, док је CAS кашњење од 7 на 667MHz (DDR3-1333) 10,5 нс.
(CAS/Фреквенција (MHz))×1000=Xнс
Пример:
(7/667)×1000=10.4948 нс

### Потрошња електричне енергије
Потрошња електричне енергије pojedinih појединих SDRAM чипова (или, по аналогији, DIMM-а) варира у зависности од многих фактора, укључујући брзину, тип употребе, напон итд. Делов саветник за утрошак електричне енергије, израчунава да 4GB ECC DDR1333 RDIMMs користи око 4W сваки.Насупрот томе, модернији мејнстрим десктоп оријентисани део 8 GB, DDR3/1600, DIMM, је процењен на 2,58 W, упркос томе што је значајно био бржи.

## Екстензије

### XMP
Компанија Интрл званично је представила Extreme Memory Profile (XMP) спецификацију 23. марта 2007. године која је омогућила одушевљеницима екстензију традиционалних JEDEC SPD спецификација са DDR3 SDRAM..

### DDR3L
DDR3L (DDR3 ниског напона) стандардни је додатак за JESD79-3 DDR3 Стандард који уводи ниску волтажу за меморијски уређај. DDR3L стандард је 1,35 V и има ознаку „PC3L” за своје модуле. Примери укључују DDR3L-800, DDR3L-1066, DDR3L-1333 и DDR3L-1600. DDR3U стандард је 1,25V и има ознаку „PC3U” за своје модуле.
26. јула 2010, JEDEC Асоцијација Чврстих Технологија објавила је публикацију JEDEC DDR3L-a.

### Детектовање присуства DDR3 Сериала
Пуштање документа 4 DDR3 (SPD) (SPD4_01_02_11) који додаје подршку смањењу оптерећења DIMM-a и за 16b-SO-DIMM-a и 32b-SO-DIMM-a.
1. 9. 2011. JEDEC Асоцијација Чврстих Технологија објавила је публикацију o пуштању 4 DDR3a SPD документа.

## Модули

### JEDEC стандардни модули
| Стандардно име                                | Меморијски такт (MHz) | Временски циклус (ns) | I/O магистрални такт (MHz) | Брзина преноса података (MT/s) | Назив модула | Најбжа брзина преноса (MB/s) | Тајминг (CL-tRCD-tRP)               | CAS кашњење (ns)              |
| --------------------------------------------- | --------------------- | --------------------- | -------------------------- | ------------------------------ | ------------ | ---------------------------- | ----------------------------------- | ----------------------------- |
| DDR3-800D DDR3-800E                           | 100                   | 10                    | 400                        | 800                            | PC3-6400     | 6400                         | 5-5-5 6-6-6                         | 12 1⁄2 15                     |
| DDR3-1066E DDR3-1066F DDR3-1066G              | 133⅓                  | 7 1⁄2                 | 533⅓                       | 1066⅔                          | PC3-8500     | 8533⅓                        | 6-6-6 7-7-7 8-8-8                   | 11 1⁄4 13 1⁄8 15              |
| DDR3-1333F* DDR3-1333G DDR3-1333H DDR3-1333J* | 166⅔                  | 6                     | 666⅔                       | 1333⅓                          | PC3-10600    | 10666⅔                       | 7-7-7 8-8-8 9-9-9 10-10-10          | 10 1⁄2 12 13 1⁄2 15           |
| DDR3-1600G* DDR3-1600H DDR3-1600J DDR3-1600K  | 200                   | 5                     | 800                        | 1600                           | PC3-12800    | 12800                        | 8-8-8 9-9-9 10-10-10 11-11-11       | 10 11 1⁄4 12 1⁄2 13 3⁄4       |
| DDR3-1866J* DDR3-1866K DDR3-1866L DDR3-1866M* | 233⅓                  | 4 2⁄7                 | 933⅓                       | 1866⅔                          | PC3-14900    | 14933⅓                       | 10-10-10 11-11-11 12-12-12 13-13-13 | 10 5⁄7 11 ⁄14 12 6⁄7 13 ⁄14   |
| DDR3-2133K* DDR3-2133L DDR3-2133M DDR3-2133N* | 266⅔                  | 3 ⁄4                  | 1066⅔                      | 2133⅓                          | PC3-17000    | 17066⅔                       | 11-11-11 12-12-12 13-13-13 14-14-14 | 10 5⁄16 11 1⁄4 12 3⁄16 13 1⁄8 |

- opcionalno

CL-Циклуси радног такта између слања колоне адресе до меморије и почетка преноса повратних података.
tRCD – Циклус радног такта између активирања редова и читај/пиши.
tRP – Циклус радног такта између редова преднаелектрисања и активирања.
Фракционе фреквенције нормалног заокруживања до 667 су уобичајне због тога што је тачан број 666⅔ те се заокружују до најближег целог броја. Неки произвођачи такође заокружују до одређене прецизности или заокружују на цели број уместо тога. На пример, PC3-10666 меморија се може излистати као PC3-10600.
Белешка:Све горенаведене ставке описују JEDEC као JESD79-3D. Сви RAM подаци између или изнад ових наведених спецификација нису стандардизовани од стране JEDEC-a и често престављају једноставну оптимизацију произвођача који користи већу толеранцију или чипове који трпе преоптерећење. Од тих не стандардних спецификација, највећа достигнута брзина била је еквивалнетна брзини DDR3-2544, до маја 2010.[
DDR3-xxx означава брзину преноса података, и описује DDR чипове, где PC3-xxxx означава теоријски пропусни опсег (са скраћењем последње две цифре) и користи се да опише склопљени део DIMMС-а. Опсег протока се израчунава тако што се узима пренос по секунди и множи се са осам. То је због тога што пренос података уз DDR3 преноси податке на магистралу која је 64-бита широка, а пошто бајт садржи 8 бита, то је једнако 8 бајтова податка по преносу.
Поред опсега протока и варијаната капацитета, модули могу:
1. Опционално да имплементирају ECC, што представља додатне бајтове стаза података који се користе за кориговање мањих грешака и откривање већих грешака за бољу поузданост. Модули са ECC се индетификују са додатним ECC или E у својим ознакама. На пример: "PC3-6400 ECC", или PC3-8500E.[17]
2. Буди ”регистрован", што побољшава интегритет сигнала (и самим тим побољшава потенцијалну брзину радног такта и фиѕички капацитет конектора) тако што баферује електрични сигнал са регистром, по цену додатног увећања кашњења сата. Ти модули се распознају по додатном R у свом називу, док не регистровани ( "не баферисани") RAM моше бити индетификован пд додатном U у свом називу. PC3-6400R је регистрован PC3-6400 модул, а PC3-6400R ECCје исти модул са ECC-ом.
3. Будите потпуно баферовани модули, који су одређени са F или FB и немају исту позицију уреза као остале класе. Потпуно баферовани модули не могу се користити са матичном плочом која је направљена за регистроване модуле, а другачија позиција уреза физички онемогућава њихово убацивање.

## Резиме карактеристика
DDR3 SDRAM компоненте
- Увод у асинхрони ресет пин
- Подршка нивоу система и компензацији протока времена
- На-DIMM DRAM логички распоред ножица- ефекат огледала
- Увод у CWL (писање CAS кашњења) по бинарном сату
- On-die I/O калибрациони мотор
- Калибрација Пиши/Читај

DDR3 модули
- Fly-by команда/адреса/контролна магистрала са икључењем, укљученог DIMM-a
- Калибрациони отпорници високе прецизности
- Нису компатибилни са претходним верзијама—DDR3 модули се не уклапају у DDR2 прикључке, прикључивање на силу не може оштетити DIMM ili матичну плочу[18]

Технолошке предности у поређењу са DDR2
- Перформансе вишег опсега пропуста, до 2133 МТ/с стандардизовано
- Помало побољшање кашњења, како је измерено у наносекундама
- Боље перформансе уз мањи утрошак енергије (дуже трајање батерије код лаптопова)
- Побољшане карактеристике са мањим утрошком енергије

## Развој и пробијање на тржишту
У мају 2005, Деси Роден, председавајући директор JEDEC комитета, одговоран за креирање DDR3 стандарда, изјавио је да ће се DDR3 развијати “око 3 године”. DDR3 је пуштен 2007, али се није очекивало да продаја преузме продају DDR2 до краја 2009, или могуће почетка 2010, према Интеловом стратегисти Carlosu Weissenberg, који је говорио током њиховог раног пуштања у промет, u avgustu 2008. Иста временска процена за пробијање на тржишту је наведена од стране маркетичке компаније DRAM-eXchangетоком претходне године у априлу 2007, и од стране Деси Родена 2005.) Примарна покретачка снага иза повећања коришћења DDR3 био је нови Core i7 процесор Intel-a и Phenom II процесор AMD-a, који имају контролоре интерне меморије: који препоручују DDR3, претходни је заправо и захтев. IDC је у јануару 2009 изјавио да ће продаја DDR3 чинити 29% укупне продаје DRAM у 2009. години, а да ће иста бити у успону до 7% до 2011. године.

## Наследник
Главни чланак DDR4 SDRAM
JEDEC-ов планирани наследник DDR3-a је DDR4, чији је стандард тренутно у развоју. Примарна корист DDR4у односу на DDR3 икључује већу брзину фреквенције такта и брзину преноса података и значајно мањи утрошак волтаже. Неки произвођачи су већ демонстрирали чипове DDR4 у сврху тестиранња.